# Віялохвістка сан-кристобальська
Віялохвістка сан-кристобальська (Rhipidura tenebrosa) — вид горобцеподібних птахів родини віялохвісткових (Rhipiduridae).

## Поширення
Ендемік Соломонових островів, де поширений лише на острові Макіра (Сан-Крістобаль). Мешкає у лісах із закритим пологом.